# 比耳镇
比耳镇，是中华人民共和国湖南省湘西土家族苗族自治州保靖县下辖的一个乡镇级行政单位。

## 行政区划
比耳镇下辖以下地区：
比耳社区、比耳村、糯里村、兴隆村、亚渔村、别借村、杉柱村、利湖村、水坝村、且湖村和卡湖村。